# اتحاد سوسیالیستی آلمان (آلمان غربی)

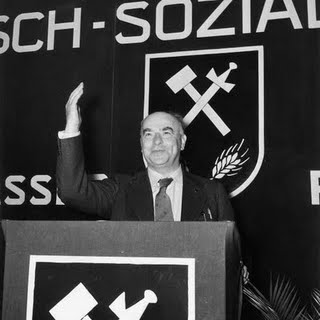
اتو اشتراسر یک سال پس از بازگشتش به آلمان در حال سخنرانی در حزب تازه تاسیس خود، اتحادیه سوسیالیستی آلمان.

اتحاد سوسیالیستی آلمان (به انگلیسی: German Social Union) حزبی با مرام اشتراسریستی بود که در سال ۱۹۵۶ توسط اتو اشتراسر بنیانگذاری شد و در سال ۱۹۶۲ انحلال و برچیده شد.
از این حزب می‌توان بعنوان یکی از اولین احزاب نازیسمی بعد از جنگ جهانی دوم نام برد که با هدف احیای رایش آلمان نازی به وجود آمدند.